# Conger

O termo congro ou côngrio é a designação comum aos peixes teleósteos angüiliformes da família dos congrídeos, especialmente os peixes do gênero Conger, que possuem corpo sem escamas, cilíndrico, alongado e nadadeiras dorsal e anal contínuas com a caudal. Também são chamados de corongo ou enguia-do-mar.
Em Portugal, congro refere-se à fase adulta do Conger conger, sendo que safio é o nome utilizado na sua fase jovem. No Brasil, o nome safio é utilizado para a espécie Conger orbignianus.

## Espécies
- Conger cinereus (Rüppell, 1830)
- Conger conger (Linnaeus, 1758)
- Conger erebennus (Jordan & Snyder, 1901)
- Conger esculentus (Poey, 1861)
- Conger japonicus (Bleeker, 1879)
- Conger macrocephalus (Kanazawa, 1958)
- Conger myriaster (Brevoort, 1856)
- Conger oceanicus (Mitchill, 1818)
- Conger oligoporus (Kanazawa, 1958)
- Conger orbignianus, Safio (no Brasil) (Valenciennes, 1842)
- Conger philippinus (Kanazawa, 1958)
- Conger triporiceps (Kanazawa, 1958)
- Conger verreauxi (Kaup, 1856)